# Сірий вовк (фільм)
«Сірий вовк» — радянський художній фільм 1962 року режисера Тамари Родіонової, за мотивами роману «Казка про сірого вовка» Євгена Пермяка.

## Сюжет
Про зустріч двох братів через сорок років після Громадянської війни. Петро і Трохим Бахрушини народилися в одному селі. Петро в Громадянську пішов в Червону Армію, після війни в рідному селі став головою колгоспу. Трохим воював у військах Колчака, опинився в еміграції в США, став там фермером. І ось через сорок років Трохим, разом з американським журналістом Джоном Тейнером, з яким уклав контракт: він повинен допомогти журналісту написати книгу про зустріч двох братів — з «вільного світу» і «комуністичного пекла», приїжджає в рідні краї…

## У ролях
- Костянтин Синіцин — Петро Бахрушин
- Борис Горшенін — Трохим Бахрушин
- Георгій Куликов — Федір Стекольников
- Ніна Нікітіна — Дар'я Степанівна
- Микола Гринько — Джон Тейнер
- Лариса Архипова — Катя
- Євген Лебедєв — Пантелей
- Валентина Романова — Олена Сергіївна
- Володимир Максимов — Андрій Логінов
- Ірина Мурзаєва — Пелагея
- Сергій Карнович-Валуа — епізод
- Сергій Плотников — епізод
- Ксенія Златковська — епізод
- Михайло Ладигін — епізод
- Микола Рождественський — епізод
- Тетяна Тарасова — епізод
- Ія Ужова — епізод

## Знімальна група
- Режисер — Тамара Родіонова
- Сценарист — Сократ Кара-Демур
- Оператор — Олег Куховаренко
- Композитор — Микола Агафонников
- Художник — Ігор Вускович